# Abutilon commutatum
Abutilon commutatum är en malvaväxtart som beskrevs av Schumann. Abutilon commutatum ingår i släktet klockmalvor, och familjen malvaväxter. Inga underarter finns listade i Catalogue of Life.